# Spor o Tři kapitoly
Spor o Tři kapitoly se nazývá jedna z vnitrocírkevních kontroverzí 6. století, která se zabývala vztahem božské a lidské přirozenosti v Kristu.
Císař Justinián I. (527-565) nastolil ve své náboženské politice z nutnosti a také pod vlivem císařovny Theodory kurs nakloněný monofyzitským kruhům. Pokusil se dosáhnout církevní jednoty mezi těmi, kdo odmítli rozhodnutí Chalkedonského koncilu a těmi, kdo jej přijímali, tj. většinou církve. Od roku 532 císař usiloval o odsouzení hlavních původců nestoriánské hereze v 5. století. Těmito původci měli být tři teologové antiošské školy - Ibas z Edessy († 457), Theodorétos z Kyrrhu († 466) a Theodor z Mopsuestie († 428). Pojmem Tři kapitoly se myslí tito teologové a jejich spisy, které císař Justinián svým dekretem z konce roku 543 nebo začátku roku 544 odsoudil. Císař si od tohoto dekretu sliboval sjednocení církve a přijetí výsledků Chalkedonského koncilu a Tomu ad Flavianum papeže Lva I. ze strany monofyzitů.
Císař se pokoušel vynutit podpis dekretu ze strany biskupů, avšak tady narazil na rázné protesty, neboť podepsat tento dekret znamenalo postavit se proti některým z ustanovení Chalkedonského koncilu, který navrátil Theodorétovi i Ibasovi jejich biskupství poté, co podepsali odsouzení Nestoria. Odpor k podpisu ze strany řecky mluvících biskupů byl záhy zlomen, avšak s daleko větším odporem vůči dekretu se postavili latinští biskupové. Mezitím došlo též ke ztrátě církevního společenství mezi jednotlivými církevními obcemi Východu a Západu. Velmi kolísavou úlohu v celé kauze pak sehrál papež Vigilius. Velký problém ovšem sehrála zvětšující se jazyková bariéra mezi řecky a latinsky mluvícími biskupy, neboť latiníci již nebyli schopni Theodorétova díla číst v původním jazyce a utvořit si tak na celou záležitost vlastní názor.
Roku 548 vydal v Konstantinopoli a zřejmě pod nátlakem Vigilius své Iudicatum, v němž Tři kapitoly odsoudil. Záhy je však odvolal, když zjistil, s jakým odporem se toto odsouzení mezi biskupy setkalo. Několik západních biskupů, mezi nimi aquilejský a milánský, však odmítlo odsoudit Tři kapitoly a exkomunikovali papeže. Protože tito biskupové nyní již patřili k lombardské říši, nesahal k nim císařův a papežův vliv, a jejich schizma trvalo až do 7. století.
V této situaci uzavírá papež s císařem tichou dohodu, podle níž má být svolán ekumenický koncil, který rozhodne; až do té doby neměla žádná strana konat další kroky. Justinián však přesto roku 551 znovu Tři kapitoly odsoudil, proti čemuž Vigilius protestoval a nakonec se uchýlil do baziliky sv. Petra, z níž však byl dovlečen do Konstantinopole. V květnu 551 církevní synod v Konstantinopoli Tři kapitoly odsoudil, avšak Vigilius se postavil zásadně proti. Císař jej za to zesměšnil a dokonce nechal exkomunikovat. Vigilius se v tzv. druhém protokolu vyjádřil v souladu s touto synodou. Přinejmenším domnělá bezzásadovost přivedla Vigilia do naprosté izolace na Západě i na Východě. Ve váhávosti Vigilius nadále pokračoval a nakonec přijal i usnesení Druhého konstantinopolského koncilu (553), který nepřijal odsouzení zmiňovaných Tří kapitol.
Kromě zmiňovaného schismatu s lombardskými biskupy spor o Tři kapitoly nijak nevyřešil situaci monofyzitských církví; ty však byly v 7. století smeteny islámskou invazí. Vzhledem k velmi diskutabilnímu jednání a rozhodování papeže Vigilia se někdy tímto sporem argumentuje v otázce zpochybnění katolického dogmatu o papežské neomylnosti.